# Rhinesuchidae
Rhinesuchidae – rodzina płazów z grupy temnospondyli. Prawdopodobnie powstała na początku permu na zachodzie Gondwany, a następnie rozprzestrzeniła się na pozostałych obszarach Gondwany, a na początku triasu skolonizowała słodkowodne tereny w Pangei.
Cechami charakterystycznymi członków taksonu były duże rozmiary: od 2 do 4 metrów długości ciała (wyjątkiem była Broomistega) oraz spłaszczone czaszki ze stosunkowo niewielkimi oczodołami na szczycie, w tylnej części głowy.
Rhinesuchidae stanowią prawdopodobnie pierwsze odgałęzienie w drzewie rodowym stereospondyli. Zajmowały środowiska lądowo-wodne oraz wodne, na co wskazują nieskostniałe kości nadgarstka.
Wyróżnia się następujące rodzaje wchodzące w skład Rhinesuchidae:
- Rhinesuchus
- Australerpeton
- Broomistega
- Laccosaurus
- Rhineceps
- Rhinesuchoides
- Uranocentrodon

Najprawdopodobniej znany z Brazylii Australerpeton jest taksonem siostrzanym do pozostałych Rhinesuchidae, które występowały na terenach dzisiejszej Afryki.